# Siegfried Loewenthal (Jurist)

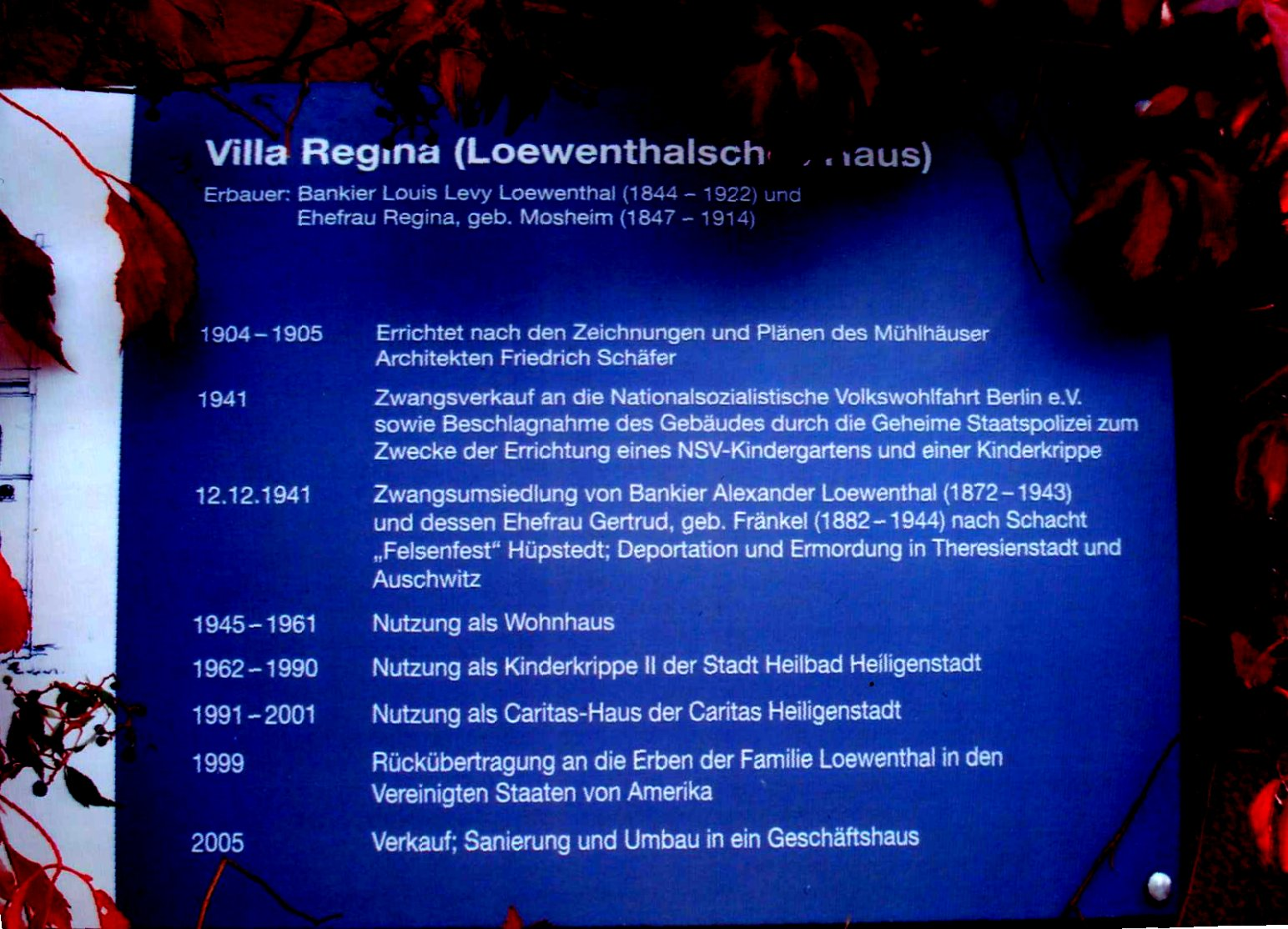
Gedenktafel an Loewenthals Geburtshaus

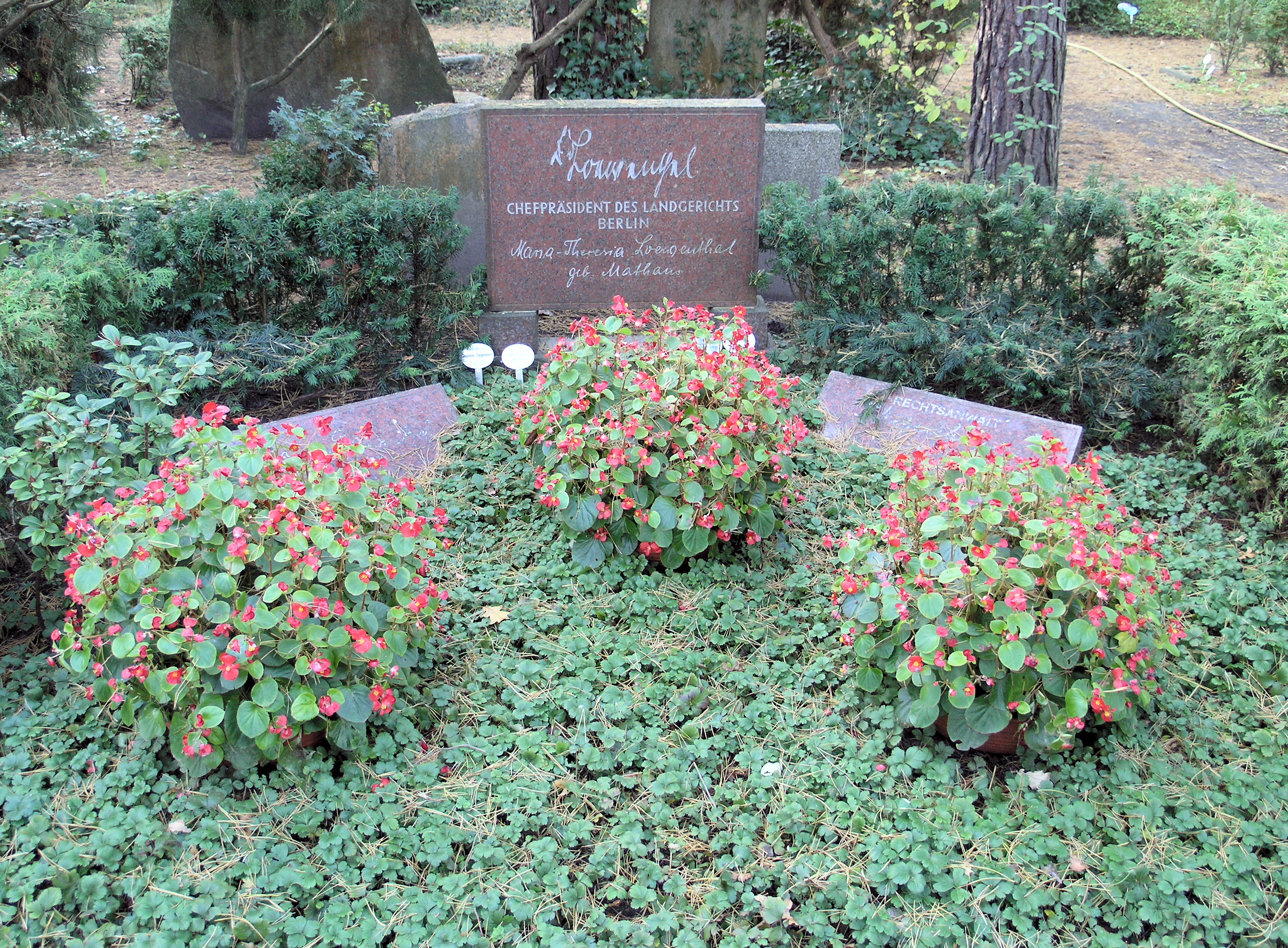
Grabstätte, Hüttenweg 47, in Berlin-Dahlem

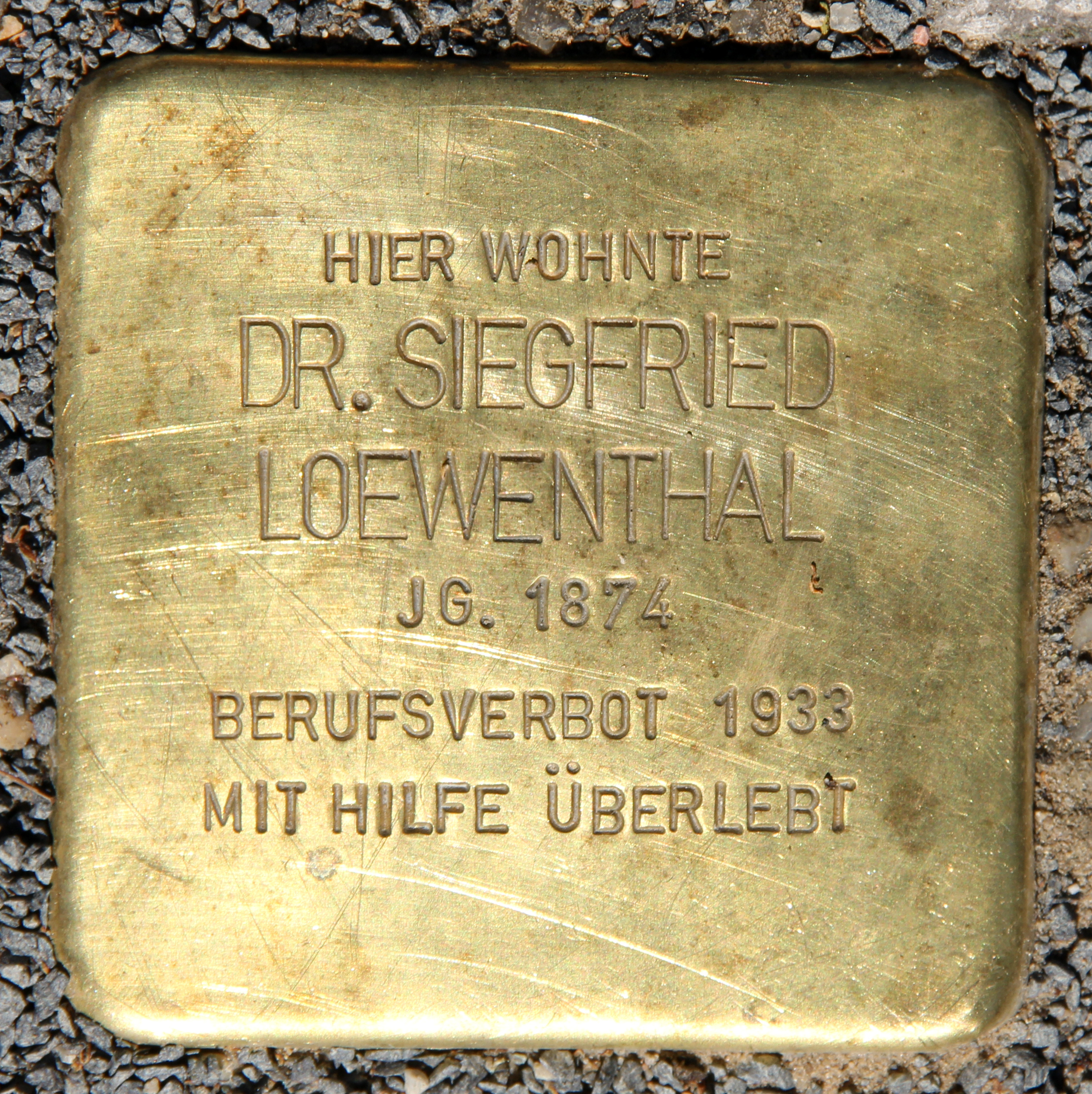
Stolperstein am Haus, Bergengruenstraße 57, in Berlin-Schlachtensee

Siegfried Loewenthal (* 16. August 1874 in Heiligenstadt; † 18. März 1951 in Berlin) war ein deutscher Jurist.

## Leben
Siegfried Loewenthal, Sohn des Bankiers Louis Levy Loewenthal (1844–1922) und dessen Ehefrau Regina Loewenthal geb. Mosheim (1847–1914) belegte ein Jurastudium und promovierte 1899 in Erlangen mit der Arbeit Das Firmenrecht nach dem neuen Handelsgesetzbuche. Danach war er ab 1902 in rascher Folge Assessor, Hilfsrichter und Präsidialrichter in Magdeburg. Er lebte in der Augustastraße 19, der heutigen Hegelstraße in der Magdeburger Altstadt. Zwischen 1922 und 1927 war er Landgerichtsdirektor in Magdeburg und von 1927 bis 1933 Landgerichtspräsident in Oels. Loewenthal wurde 1933 zwangsweise in den Ruhestand gesetzt. Nach dem Krieg war er in Berlin ein gefragter unbelasteter Fachmann und wurde am 7. August 1945 Chefpräsident des Landgerichts Berlin II (im amerikanischen Sektor) und kurzzeitig auch Vizepräsident des Kammergerichts. Ab dem 15. Oktober 1945 war er bis zu seinem Tod Präsident des Landgerichts Berlin. Er machte sich um den Wiederaufbau der Berliner Justiz nach dem Zweiten Weltkrieg verdient.
Loewenthal wurde von der Alliierten Kommandantur auch in die Berliner Stadtverordnetenversammlung berufen. Loewenthal war zudem Herausgeber der Juristischen Rundschau.
Loewenthals Weigerung vom 4. Februar 1949, den Vizepräsidenten des Berliner Landgerichts Jakob Blasse wieder einzusetzen, führte indirekt zur Spaltung der Berliner Justiz in Ost und West. Blasse wurde nach Bereicherungsvorwürfen von Kammergerichtspräsident Georg Strucksberg am 8. November 1948 suspendiert. Während die drei Westmächte diese Position stützten, befahl der sowjetische Gerichtsoffizier die Wiedereinsetzung. Mit der Begründung, dass eine solche Anweisung nur von allen vier Mächten gemeinsam erteilt werden könne, verweigerte Siegfried Loewenthal diesen Befehl am 4. Februar 1949. Nach der Drohung mit Verhaftung und mit stillschweigender Unterstützung durch die Westalliierten verlegte der Kammergerichtspräsident Strucksberg den Sitz des Kammergerichts am 5. Februar 1949 nach West-Berlin. Das Kammergericht (Ost-)Berlin bestand bis 1959 und wurde dann in seinen Aufgaben durch das Oberste Gericht der DDR ersetzt.
Loewenthal wurde nach seinem Tod am 18. März 1951 auf dem Waldfriedhof in Berlin-Dahlem beigesetzt.

## Familie
Sein Bruder, der Bankier Alexander Loewenthal (* 1872) und seine Ehefrau Gertrud geb. Fränkel wurden 1943 bzw. 1944 im  Ghetto Theresienstadt bzw. Auschwitz ermordet.

## Ehrungen
Siegfried Loewenthal wurde 1948 Ehrenbürger seiner Geburtsstadt Heiligenstadt; die Ehrenbürgerschaft wurde ihm aber am 22. Februar 1951 auf Veranlassung der kommunistischen Stadtverwaltung wieder aberkannt, da er nach deren Meinung als West-Berliner Jurist im Dienste des Klassenfeindes arbeitete.
Am 9. November 2007 wurde für ihn in Heilbad Heiligenstadt, Petristraße 25, ein Stolperstein verlegt und am 23. Mai 2019 wurde vor seinem ehemaligen Wohnort, Berlin-Schlachtensee, Bergengruenstraße 57, ebenfalls ein  Stolperstein verlegt.